# Тино Хрупала
Тино Хрупала (роден на 14 април 1975 г.) е германски политик от дясната партия „Алтернатива за Германия“ (AfD) и член на Бундестага от 2017 г. През ноември 2019 г. той е номиниран от Александър Гауланд като съпредседател на партията и по-късно избран на поста.

## Биография
Хрупала е роден на 14 април 1975 г. във Вайсвасер, тогава Източна Германия. През 2003 г. Хрупала придобива професионална квалификация за майстор бояджия и лакировач. По-късно става собственик на строителна фирма. Хрупала е женен с две деца.
През март 2020 г. колата на Хрупала е обект на палеж и той получава леки наранявания при потушаването на пожара. Хрупала осъжда инцидента като пряка атака срещу семейството си, която надхвърля всички възможни граници на политическия дебат.
През октомври 2023 г. Хрупала е хоспитализиран след предполагаема атака със спринцовка, малко преди той да говори на предизборен митинг. Инцидентът идва само няколко дни след като съвместният лидер Алис Уайдел отменя митинг поради нарастващи индикации, че семейството ѝ ще бъде нападнато.
На 4 октомври 2023 г. Хрупала участва в предизборна кампания в Инголщат. Преди речта си той колабира и попада в интензивното отделение на местна болница. Какво точно е довело до хоспитализацията не е ясно. Според колумниста на вестник Велт Гунар Шупелиус неизвестно вещество е било инжектирано със спринцовка, а следите от инжекцията са докладвани в медицински доклад на лекарите от спешната помощ. През декември 2023 г. прокурорът прекратява разследването за предполагаемото престъпление, като заключава, че влакнестите частици открити в пункционния канал не би трябвало да са резултат от инжекционна игла. Няма и данни да му е инжектирана отрова. Симптомите на Хрупала също не показват отравяне.

## Политическа кариера
През 90-те години Тино Хрупала се присъединява към християндемократическата младеж, свързана с ХДС . Хрупала влиза в AfD през 2015 г. и през 2016 г. бива избран в нейния областен комитет за Гьорлиц. На германските федерални избори през 2017 г. той побеждава Михаел Кречмер, по-късно министър-президент на Саксония, в избирателния район Гьорлиц.
Преди федералните избори в Германия през 2021 г. Хрупала е водещият кандидат на AfD за Бундестага заедно с Алис Вайдел. Заедно с Вайдел той е избран за ръководител на парламентарната група на AfD в Бундестага на 30 септември 2021 г., заменяйки Александър Гауланд, който остава като почетен председател като част от предефинирането на длъжността.

## Политически възгледи
Германският вестник Zeit характеризира Хрупала като един от умерените членове на парламентарната фракция на AfD. Преди германските федерални избори през 2021 г., Хрупала цитира граничната сигурност като своя основна грижа и призовава Германия да възстанови граничния контрол.
В дебат в Бундестага на 8 ноември 2019 г. по темата за 30 години от падането на Берлинската стена, Хрупала предизвиква вълнение, когато обвинява канцлера Ангела Меркел, че се е научила от Свободната германска младеж в Източна Германия как да запази хората в шах с пропаганда и агитация, базирани на „стратегии на господство и дезинтеграция“.
По покана на руското министерство на отбраната през лятото на 2021 г. Хрупала изнася реч на конференция, в която говори за „психологическата война“ на съюзниците след Втората световна война, чието превъзпитание уж е имало трайно въздействие върху германската национална идентичност. Хрупала сравнява предполагаемата политика на западните съюзници след 1945 г. с нацистката пропаганда.
През декември 2021 г. Хрупала се противопоставя на задължителните ваксинации срещу Covid-19 по време на дебат в предаването ZDF-Morgenmagazin, но твърди, че ваксинацията би имала смисъл за възрастните хора и тези, които преди това са били болни. Когато модераторът Andreas Wunn [ de ] заяви, че лекарите в интензивните отделения са потвърдили, че 80 до 90 процента от пациентите с Covid-19 в интензивните отделения са неваксинирани, Хрупала твърди, че числата са непотвърдени и обвинява бюджетните съкращения като проблем за претоварените отделения.
Хрупала изразява опозиция срещу ограниченията върху китайските технологии и подкрепя китайския външен министър Qin Gang за усилията му за мирно посредничество за инвазията на Русия в Украйна.